# LyX
LyX (stylizowane na {\displaystyle \mathbf {L} \!{}_{\mathbf {\displaystyle Y} }\!\mathbf {X} }) – edytor do systemu składu tekstu LaTeX. Wyglądem dokumentu zajmuje się w tle LaTeX, który faktycznie składa tekst w akapity i strony.
LyX zapisuje dokumenty w formacie tekstowym wzorowanym na XML (w sensie struktury, nie znaczników). Na czas kompilacji dokumentu LyX konwertuje dokument ze swojego formatu do formatu LaTeX. W zależności od wybranego sposobu konwersji dokumenty wynikowe są w formacie DVI, PostScript (konwertowany z DVI), PDF (bezpośrednio albo za pomocą ps2pdf lub dvipdfm) lub HTML (wymaga dodatkowego konwertera).
Do korzystania z programu nie jest wymagana znajomość LaTeX, chociaż wiedza ta pozwala na pełniejsze wykorzystanie programu. W treści dokumentu można korzystać z notacji LaTeX w specjalnym trybie.

## Dane techniczne
LyX dostępny jest dla systemów operacyjnych: Linux, UNIX, OS X, OS/2 (starsze wersje LyX) oraz MS Windows (natywnie od wersji 1.3.6, wcześniej wymagane było środowisko Cygwin).
LyX rozpowszechniany jest na warunkach licencji GNU/GPL. Co najmniej od 2000 roku LyX dostępny jest w języku polskim i zawiera podstawową dokumentację w języku polskim.